# Ligne P (Espagne)
Pour les articles homonymes, voir Ligne P.
 (juin 2015).
Si vous disposez d'ouvrages ou d'articles de référence ou si vous connaissez des sites web de qualité traitant du thème abordé ici, merci de compléter l'article en donnant les références utiles à sa vérifiabilité et en les liant à la section « Notes et références ».
La ligne P, ligne Pérez ou ligne Gutierrez, était une barrière défensive bâtie entre 1939 et 1948 sous Franco, pour éviter que, suivant les époques, le maquis, l'Allemagne nazie ou les Alliés pénètrent sur le territoire espagnol. Elle devait théoriquement se composer de quelque 10 000 bunkers, dont 6 000 ont été terminés. Vers 1980 ils ont été abandonnés définitivement.

## Construction

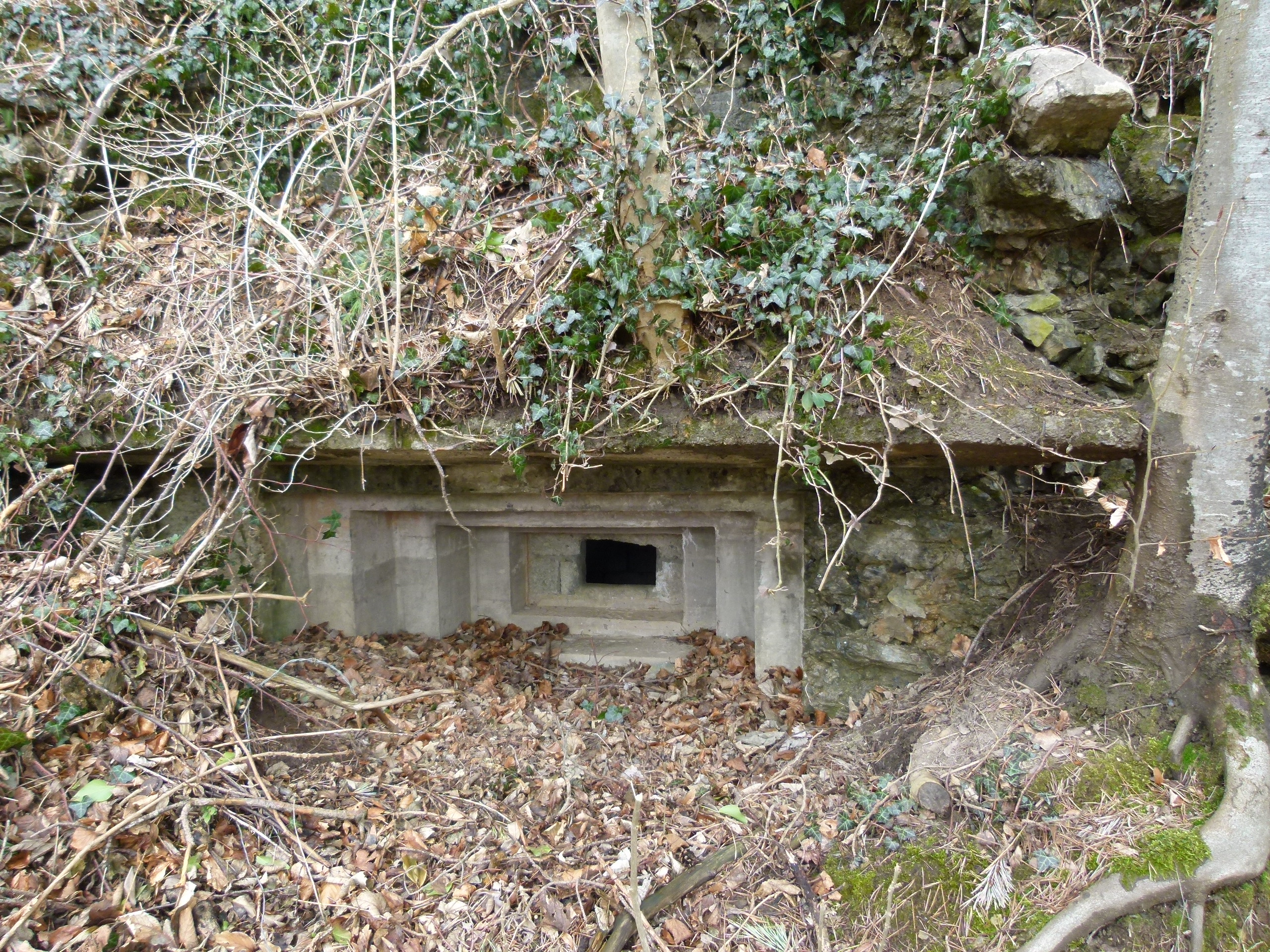
Bunker pour mitrailleuse à Camprodon.

Il s'agissait de rendre la frontière franco-espagnole imperméable. L'armée à cette époque pensait que ces ouvrages de fortification pourraient arrêter une armée qui entrerait par un des passages montagneux des Pyrénées vers l'Espagne. Cependant, les Français, avec leur expérience de la ligne Maginot, la considéraient comme une ligne peu fortifiée.
Entre juin 1939 et juin 1940 fut construit un remarquable ensemble de fortifications, qui dans le cas des Pyrénées occidentales (Guipúzcoa et la Navarre) reçut la dénomination de "Fortification Vallespín", du nom du colonel José Vallespín Cobián, qui les dessina. La construction fut stoppée en 1940, la fortification Vallespín fut partiellement intégrée à la nouvelle ligne défensive. La construction de cette ligne débuta à l'automne 1944, mais les plans et autres documents étaient déjà prêts en 1943. Pour sa construction, on mobilisa une grande quantité de moyens et d'hommes (essentiellement des soldats réservistes). L'ouvrage fut confié aux anciennes régions militaires frontalières avec la France : la IV, V et VIe région militaire. 

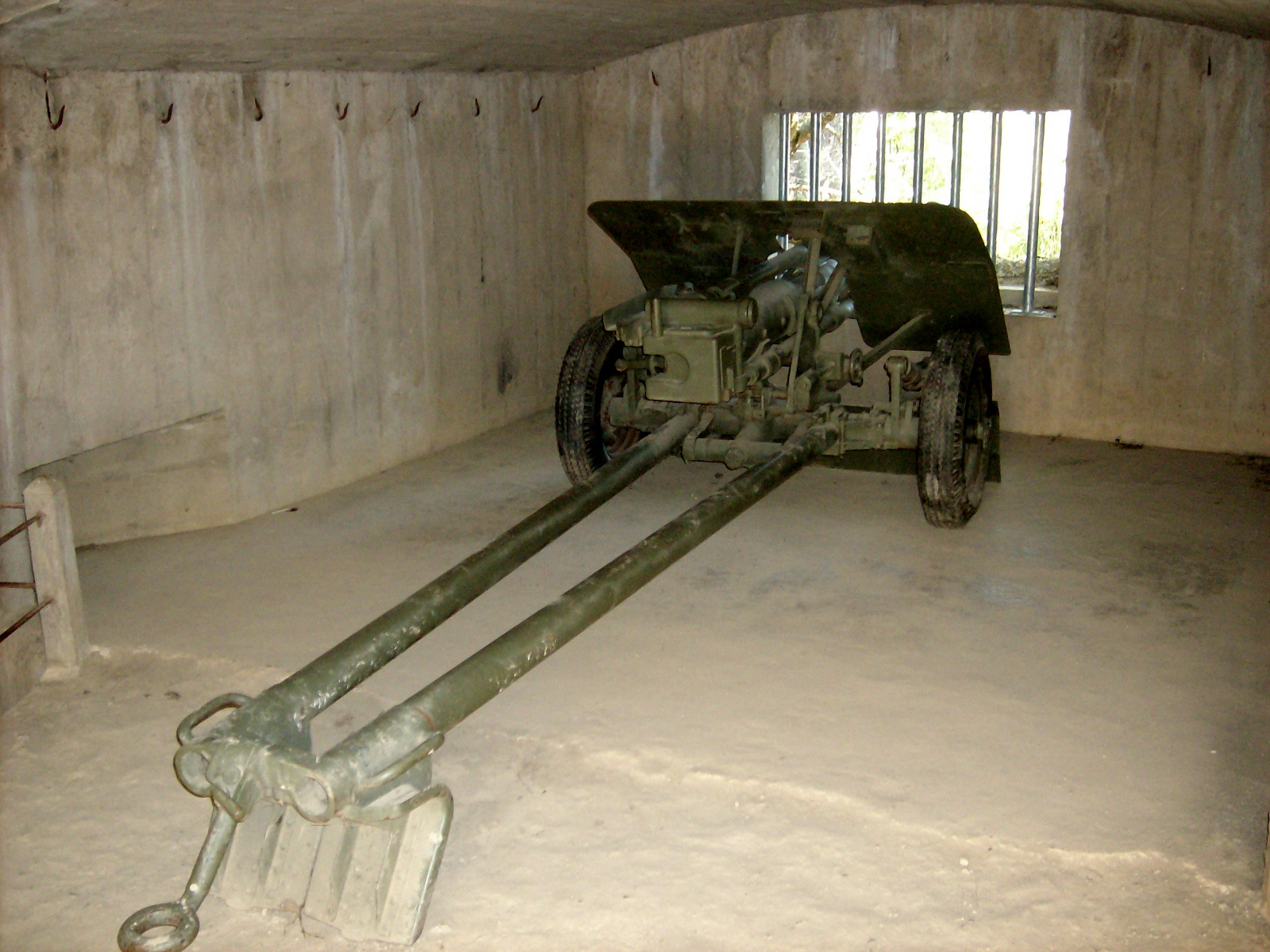
Canon antichar de calibre 60 mm exposé dans un des bunkers ouverts au public en 2012 à Montellà i Martinet.

"La Linea Gutierrez" compte des centaines de casemates et s'étend sur 40 km entre Llançà et Maçanet de Cabrenys dans la IVe Région Militaire. À partir de Maçanet, elle continue sous le nom "Linea de los Pyreneos" ("Linea P.") et parcourt la chaîne des Pyrénées jusqu'à Hendaye - Irun.
La ligne était divisée en secteurs, eux-mêmes divisés en centres de résistance ou C.R. (on les nomme aussi noyaux de résistance ou N.R.) qui englobaient une grande quantité d'installations. Il n’y eut pas moins de 100 noyaux de résistance en Catalogne et 56 en Navarre/Pays Basque.
Dans le cas de l'Aragon, il y eut 20 centres de résistance, du no 101 au no 120 qui couvraient toutes les Pyrénées aragonaises (de la vallée de Zuriza à la frontière avec Lérida). C'est la région qui possède la densité la plus faible de centres, probablement à cause du fait que les montagnes dépassent couramment les 2 500 m ce qui les rend difficiles à franchir.
Pour réaliser ces travaux, un centre d'opérations était choisi au sein de chaque zone à fortifier. Dans le cas de la Vallée du río Aragon, c'est la gare ferroviaire de Canfranc qui fut choisie comme point central. Dans cette gare, on réalisait les travaux de charpente et le stockage du matériel de construction. Elle servait également de logement aux soldats qui travaillaient sur les chantiers. Depuis ce point, ils emportaient tout le matériel jusqu'aux lieux de construction, souvent à dos de mulets, ce qui pouvait prendre jusqu'à 6 heures, comme ce fut le cas par exemple au N.R. 114 La Raca.
Le plan original prévoyait que chaque lieu construit serait entouré de tranchées communiquant entre elles et disposant à chaque extrémité d'un poste de tir. L'ensemble devait être entouré de barbelés. Ni les postes de tir, ni les barbelés ne furent construits et ils ne dépassèrent pas le stade de projet dans les plans de chaque installation. Il faut dire que les barbelés et les portes blindées qui fermaient ces installations restèrent stockés à Figueras, Pampelune et Bidet.
Bien que cette œuvre ne fût pas terminée, des inspections militaires se succédèrent durant plusieurs années pour vérifier l'état des installations car le commandement militaire les considérait comme stratégiques pour la défense du territoire national. Les dernières inspections des fortifications dans la vallée du río Aragon datent de la fin des années 1980.

## Composition des centres de résistance

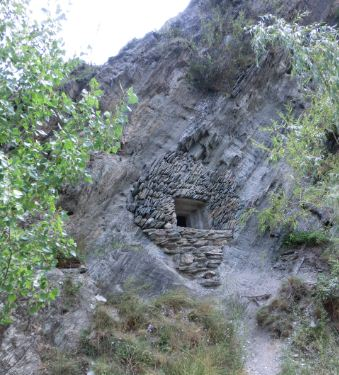
Poste de mitrailleuse du C.R. 76 à La Guingueta.

Chaque centre de résistance possédait une grande quantité d'installations groupées au sein de points d'appui, eux-mêmes divisés en éléments et sous-éléments. Les installations construites étaient conçues pour abriter les matériels suivants :
- Fusils mitrailleurs
- Mitrailleuses
- Canons antichars
- Canons d'infanterie
- Mitrailleuses anti-aériennes
- Mortiers de 81 mm
- Mortiers de 50 mm

Des observatoires, des abris de section et des dépôts de munitions ou de vivres furent également construits.
La contrepartie allemande fut la Sperrlinie Pyranäenfront avec quelques dizaines de bunkers dont certains armés de tourelles de chars déclassés construit en 1944 avant les débarquements alliés en France.